# Ivo Nieuwenhuis
Ivo Benjamin Nieuwenhuis (Nijverdal, 1985) is universitair docent Nederlandse taal en cultuur en cabaretrecensent. Hij schrijft over humor en satire. Nieuwenhuis werkt voor de Radboud Universiteit Nijmegen en Trouw.

## Leven en werk
Ivo Nieuwenhuis werd geboren in Nijverdal en groeide daar op. Hij studeerde Nederlands aan de Universiteit Utrecht. Hij promoveerde in 2014 aan de Universiteit van Amsterdam op een proefschrift met als titel Onder het mom van satire. Laster, spot en ironie in Nederland, 1780-1800 over de satire van onder meer Pieter van Woensel. Hierna werkte hij als docent aan de Rijksuniversiteit Groningen en de Radboud Universiteit Nijmegen. Hij schreef cabaretrecensies voor de Theaterkrant en sinds 2018 voor Trouw. Daarnaast publiceert Nieuwenhuis over humor in satire. In zijn boek Het was maar een grapje uit 2023 schrijft hij dat zogenoemde ‘humorschandalen’, waarbij (media-)ophef ontstaat over een grap, vooral voorkomen in periodes van grote maatschappelijke verandering. Zulke periodes zijn volgens hem 1963-1973 en de jaren na 2017.

## Publicaties (selectie)
- Ivo Nieuwenhuis, Onder het mom van satire. Laster, spot en ironie in Nederland, 1780-1800. Nijmegen, Van Tilt, 2014. ISBN 9789087044039
- Ivo Nieuwenhuis, Het was maar een grapje. Nederland in tien humorschandalen, Amsterdam, Atlas Contact, 2023. ISBN 9789045044903